# Perry Como Live on Tour
Perry Como Live on Tour – drugi album koncertowy amerykańskiego piosenkarza Perry’ego Como wydany w kwietniu 1981 roku przez wytwórnię RCA Victor. Jest to dwudziesty siódmy album Como wydany w formacie płyty LP. Nagrania pochodzą z koncertów Perry’ego w Mill Run Theatre w Niles, Illinois, 29, 30 i 31 lipca 1980.

## Lista utworów

### Strona pierwsza
Como medley
1. "Till the End of Time"
2. "Round and Round"
3. "Catch a Falling Star"
4. "Prisoner of Love"
5. "Temptation"
6. "Hot Diggity"
7. "It’s Impossible"
8. "Where or When"
9. "Beautiful Noise"
10. "You Needed Me"
11. "Temptation"

Bing Crosby medley
1. "Blue Skies"
2. "But Beautiful"
3. "Dear Hearts and Gentle People"
4. "Sweet Leilani"
5. "Ac-cent-tchu-ate the Positive"
6. "Swingin’ on a Star"
7. "Pennies From Heaven"
8. "Too-ra-loo-ra-loo-ra"
9. "White Christmas"
10. "In the Cool, Cool, Cool of the Evening"

### Strona druga
1. "If I Could Almost Read Your Mind "
2. "Till the End of Time"
3. "Catch a Falling Star "
4. "Round and Round"
5. "Don't Let the Stars Get In Your Eyes"
6. "You’ll Never Walk Alone"
7. "You Are Never Far Away From Me"
8. "Oh Marie"
9. "It Could Happen To You"
10. "And I Love You So"
11. "It’s Impossible"
12. "Send in the Clowns"